# Taking Chances World Tour: The Concert
Taking Chances World Tour: The Concert es el sexto álbum en vivo y vídeo de formato largo de la cantante canadiense Céline Dion, publicado originalmente en abril de 2010 a través de la compañía discográfica Sony Music. Jean Lamoureux dirigió y grabó el material los días 12 y 13 de agosto de 2008 en el TD Garden de Boston, Estados Unidos, y el 31 de agosto y 1 de septiembre del mismo año en el Centre Bell de Montreal, Canadá, durante la gira musical Taking Chances Tour (2008-09), cuyo objetivo era promocionar sus dos álbumes de estudio lanzados en 2007: D'elles, publicado en mayo, y Taking Chances, publicado en noviembre.
La preventa del vídeo se anunció a finales de marzo de 2010. La versión en francés se titula Tournée mondiale Taking Chances: Le spectacle y se lanzó solo en países francófonos. El álbum se puso a la venta en diferentes ediciones: la primera incluye el vídeo de la gira en DVD junto con un CD en vivo, ambos en inglés o francés. Otra edición incluye el DVD junto con el documental Celine: Through the Eyes of the World, filmado también durante la gira. Tras su publicación, Taking Chances World Tour: The Concert recibió comentarios positivos, los cuales elogiaban la presentación de Dion. En Canadá y Estados Unidos, el DVD logró entrar entre los cinco primeros lugares en listas de DVD, mientras que en varios países de Europa, Taking Chances World Tour: The Concert también tuvo una buena recepción comercial y recibió un disco de oro, entregado por la SNEP.

## Antecedentes y grabación
| «Esta fue una gira mundial asombrosa, pero hay mucho más detrás de escenas de los conciertos que quiero que vean [...] dejé que las cámaras me siguieran a todas partes. Hay un montón de altibajos, y es muy personal... Es definitivamente el viaje más íntimo que he compartido con mis fanáticos». —Céline Dion hablando sobre el concepto del documental Celine: Through the Eyes of the World y el álbum en vivo. |

En 2007, Dión publicó su décimo álbum en inglés Taking Chances. 
Para la producción, la cantante colaboró con John Shanks, el exguitarrista de Evanescence Ben Moody, Kristian Lundin, Astrom Peer, Linda Perry, la cantante japonesa Yuna Ito, y el cantautor de R&B Ne-Yo. Como parte de la promoción, Dion decidió embarcarse en una gira musical llamada Taking Chances Tour que empezó el 14 de febrero de 2008 en Johannesburgo, Sudáfrica, y terminó el 26 de febrero de 2009 en Omaha, Estados Unidos. El tour fue dirigido por Jamie King y se convirtió en una de las giras más taquilleras de todos los tiempos, con un total de ingresos que asciende a 236,6 millones USD. Taking Chances World Tour: The Concert fue grabado en cuatro fechas en dos diferentes ciudades. Las dos primeras, el 12 y 13 de agosto de 2008, en el TD Garden de Boston, Estados Unidos, en ella Dion interpretó la lista de canciones en inglés, correspondiente al idioma de la ciudad. Las siguientes fechas, el 31 de agosto y 1 de septiembre del mismo año, fueron grabadas en el Centre Bell de Montreal, Canadá; en estos conciertos Céline interpretó el repertorio en francés. Las dos versiones del DVD —al igual que el documental Celine: Through the Eyes of the World— fueron filmados y dirigidos por Jean Lamoureux en ambas fechas de ambas ciudades. «Fade Away», «Can't Fight the Feelin» y «I'm Your Angel» fueron interpretadas en Boston, pero no fueron incluidas en ninguna versión del álbum por razones desconocidas. La portada cuenta con una imagen de Dion cantando en el Croke Park de Dublín en mayo de 2008.

## Lanzamiento y ediciones
Sony Music lanzó Taking Chances World Tour: The Concert durante abril y mayo de 2010 en diferentes ediciones y formatos. La primera edición incluye el álbum en vivo y el vídeo en DVD. Otro edición de lujo limitada de dos DVD también se publicó, la cual incluía el DVD de la gira y Celine: Through the Eyes of the World, esta edición también incluye un folleto de cincuenta y dos páginas con fotografías de la gira y cinco tarjetas postales. La edición en francés se titula Tournée mondiale Taking Chances: Le spectacle el cual excluye algunas canciones en inglés de la lista original e incluye otros temas en francés como «J'irai où tu iras», «Je sais pas», «Et s'il n'en restait qu'une (je serais celle-là)» y «L'amour existe encore». «I Drove All Night», «Taking Chances», «All by Myself», «Pour que tu m'aimes encore», entre otras, se encuentran en ambas ediciones.

## Recepción

### Comentarios de la crítica
Stu Hurford de Pink Paper le dio al álbum 4 de 5 estrellas y afirmó que «Taking Chances de Celine está en su momento más dinámico. Combina sin esfuerzo popurrí de varios materiales que abarca la mayor parte de dos décadas e incluso se entrega a algunos en unas versiones que nunca se ven venir. También es fácil de escuchar sólo la cantidad de energía que se canaliza en cada canción», también dijo que Dion «se ve muy bien» en el DVD, y agregó que «la mujer es una estrella». Paul Cole de Sunday Mercury calificó el DVD de manera positiva, a su vez, comentó: «[...] A estas alturas Céline Dion ha refinado sus dotes hasta la perfección y este juego de CD y DVD grabado en vivo es tan predecible como exquisito. Canciones grandiosas, versiones de temas de otros artistas cuidadosamente seleccionados, actuaciones potentes, cambios de vestuario, todo lo acostumbrado [...] tanto como si te gusta como si la odias, va a vender montones». Jeff Tuckman de The Daily Herald dio una revisión positiva y afirmó que «Este formidable concierto contiene escenas de los numerosos lugares del mundo donde Céline Dion ha actuado. Su voz está acompañada por una maravillosa orquesta y la cantante usa tecnología moderna para potenciar sus conciertos». Stephen Thomas Erlewine de Allmusic dijo: «Celine sorprende ocasionalmente», también mencionó «como siempre, le da a la gente lo que quiere recitando los éxitos esperados con arreglos tan ostentosos que brillan incluso sin los efectos visuales». Darryl Sterdan de Toronto Sun lo comparó con su show de Las Vegas A New Day... manifestando que «[...] la producción al estilo Las Vegas es enorme, con paneles encendidos en el suelo, cintas de correr, elevadores robotizados, un cubo de vídeo colgado, bailarines acrobáticos, trajes innumerables y más». Tournée mondiale Taking Chances: Le spectacle fue nominado en la categoría DVD musical del año en los Premios Juno de 2011, pero perdió ante Rush: Beyond the Lighted Stage de la banda canadiense Rush.

### Rendimiento comercial
Según Nielsen SoundScan, los tres lanzamientos en DVD de Céline debutaron en el top 3 en la lista Music Video de Canadá. Celine: Through the Eyes of the World vendió 69 000 copias en su primera semana y logró el número uno en dicha lista. Tournée Mondiale Taking Chances: Le Spectacle ingresó en la lista en siguiente casilla con 31 000 unidades vendidas, seguido por la versión en inglés, Taking Chances World Tour: The Concert, en el número tres con 7700 copias. En mayo de 2010, Celine: Through the Eyes of the World, Tournée Mondiale Taking Chances: Le Spectacle y Taking Chances World Tour: The Concert recibieron diferentes certificaciones por sus ventas entregados por la Canadian Recording Industry Association; al documental se le otorgó dos discos de diamante (por 200 000 copias), la versión en francés obtuvo diamante (por 100 000 unidades) y a la edición en inglés se le entregó cuádruple platino (por 40 000 copias) Con estas certificaciones, Celine Dion se convirtió en la primera artista canadiense en obtener dicho logro.
En Estados Unidos, Taking Chances World Tour: The Concert y Celine: Through the Eyes of the World debutaron en la lista de DVD de Billboard en las posiciones uno y dos, respectivamente. Esto convirtió a Dion en la primera artista, tras Bill y Gloria Gaither, en lograr que dos DVD, lanzados simultáneamente, logren dichas posiciones en el conteo. El álbum en vivo vendió 26 000 unidades en su primera semana y el documental 15 000. En julio de 2010, la RIAA los certificó al documental y al DVD con disco de platino y oro, respectivamente. En las lista de fin de año Top Music Video de Billboard, Taking Chances World Tour: The Concert logró la posición número diez. Paul Grein de Yahoo! Music comparó la recepción comercial del álbum con su anterior álbum en vivo A New Day: Live In Las Vegas, ya que este vendió 25 000 copias en su primera semana.
En Europa, Tournée mondiale Taking Chances: Le spectacle debutó en la lista European Top 100 Albums en el número treinta y nueve en la semana del 15 de mayo de 2010, el cual se convirtió en su mejor posición. La semana siguiente, la versión en inglés obtuvo la posición treinta. La versión en francés entró en las listas belgas Ultratop 50 y Ultratop 40, asimismo en el conteo de álbumes de Francia. La Syndicat National de l'Édition Phonographique (SNEP) certificó con disco de oro a Tournée mondiale Taking Chances: Le spectacle en mayo de 2010. En Grecia, alcanzó la posición número uno en la lista de álbumes de ese país, mientras que en Suiza llegó a la misma casilla en su lista de DVD. En general, la edición en DVD tuvo más éxito que la de en disco compacto. En México, Portugal, Nueva Zelanda, Italia y Países Bajos él álbum entró en el top 40. EL DVD llegó a las diez primeras casillas en conteos de Alemania, Australia, España y Suecia.

## Lista de canciones

### Edición en inglés
| Disco uno – CD | | |          |  |
| N.º            | Título | Escritor(es) | Duración |  |
| 1.             | «Opening» (instrumental)                                                                                                   | | 1:16     |  |
| 2.             | «I Drove All Night» | Billy Steinberg, Tom Kelly                                                                                           | 4:24     |  |
| 3.             | «The Power of Love» | Gunther Mende, Candy DeRouge, Jennifer Rush, Mary Susan Applegate                                                    | 4:02     |  |
| 4.             | «Taking Chances» | Kara DioGuardi, Dave Stewart                                                                                         | 4:07     |  |
| 5.             | «It's All Coming Back to Me Now»                                                                                           | Jim Steinman | 3:33     |  |
| 6.             | «Because You Loved Me» | Diane Warren | 3:16     |  |
| 7.             | «To Love You More» | David Foster, Junior Miles                                                                                           | 3:16     |  |
| 8.             | «New Mego's Flamenco» (instrumental)                                                                                       | | 3:07     |  |
| 9.             | «Eyes on Me» | Kristian Lundin, Savan Kotecha, Delta Goodrem                                                                        | 4:07     |  |
| 10.            | «All by Myself» | Eric Carmen, Serguéi Rajmáninov                                                                                      | 5:06     |  |
| 11.            | «Shadow of Love» | Anders Bagge, Aldo Nova, Peter Sjöström                                                                              | 3:06     |  |
| 12.            | «Alone» | Steinberg, Kelly | 4:28     |  |
| 13.            | «My Love» | Linda Perry | 6:53     |  |
| 14.            | «The Prayer» (con Andrea Bocelli)                                                                                          | Foster, Carole Bayer Sager, Alberto Testa, Tony Renis                                                                | 4:52     |  |
| 15.            | «Soul medley: "Sex Machine"/"Soul Man"/"Lady Marmalade"/"Sir Duke"/"Respect"/"I Got the Feelin'"/"I Got You (I Feel Good)» | James Brown, Bobby Byrd, Ron Lenhoff, Isaac Hayes, David Porter, Bob Crewe, Kenny Nolan, Stevie Wonder, Otis Redding | 3:15     |  |
| 16.            | «It's a Man's Man's Man's World»                                                                                           | Brown, Betty Jean Newsome                                                                                            | 3:07     |  |
| 17.            | «Love Can Move Mountains»                                                                                                  | Warren | 4:38     |  |
| 18.            | «River Deep – Mountain High»                                                                                               | Phil Spector, Jeff Barry, Ellie Greenwich                                                                            | 5:18     |  |
| 19.            | «My Heart Will Go On» | James Horner, Will Jennings                                                                                          | 5:45     |  |

| Disco dos – DVD | |          |  |
| N.º             | Título | Duración |  |
| 1.              | «I Drove All Night» | 8:55     |  |
| 2.              | «The Power of Love» | 4:02     |  |
| 3.              | «Taking Chances» | 4:07     |  |
| 4.              | «Hits medley: "It's All Coming Back to Me Now"/"Because You Loved Me"/"To Love You More»                                                                     | 10:05    |  |
| 5.              | «Eyes on Me» | 7:10     |  |
| 6.              | «All by Myself» | 5:25     |  |
| 7.              | «I'm Alive» | 5:28     |  |
| 8.              | «Shadow of Love» | 3:02     |  |
| 9.              | «Fade Away» | 3:00     |  |
| 10.             | «Alone» | 3:43     |  |
| 11.             | «My Love» | 8:07     |  |
| 12.             | «The Prayer» | 5:16     |  |
| 13.             | «Pour que tu m'aimes encore» | 5:03     |  |
| 14.             | «Tributo a Queen medley: "We Will Rock You"/"The Show Must Go On»                                                                                            | 5:43     |  |
| 15.             | «Soul medley: "Sex Machine"/"Soul Man"/"Lady Marmalade"/"Sir Duke"/"Respect"/"I Got the Feelin'"/"I Got You (I Feel Good)"/"It's a Man's Man's Man's World"» | 6:23     |  |
| 16.             | «Love Can Move Mountains» | 4:38     |  |
| 17.             | «River Deep – Mountain High» | 5:00     |  |
| 18.             | «My Heart Will Go On» | 6:46     |  |

### Edición en francés
| Disco uno – CD | |                                                                    |          |  |
| N.º            | Título | Escritor(es)                                                       | Duración |  |
| 1.             | «Ouverture» (instrumental)                                                                                                |                                                                    | 4:25     |  |
| 2.             | «I Drove All Night» | Steinberg, Kelly                                                   | 4:25     |  |
| 3.             | «J'irai où tu iras» (con Jean-Jacques Goldman)                                                                            | Jean-Jacques Goldman                                               | 5:24     |  |
| 4.             | «Destin» | Goldman                                                            | 4:12     |  |
| 5.             | «Taking Chances» | DioGuardi, Stewart                                                 | 4:04     |  |
| 6.             | «Et s'il n'en restait qu'une (je serais celle-là)»                                                                        | Françoise Dorin, David Gategno                                     | 3:25     |  |
| 7.             | «L'amour existe encore»                                                                                                   | Luc Plamondon, Richard Cocciante                                   | 5:28     |  |
| 8.             | «Dans un autre monde» | Goldman                                                            | 4:09     |  |
| 9.             | «All by Myself» | Carmen, Rachmaninoff                                               | 5:16     |  |
| 10.            | «Je sais pas» | Goldman, Robert Goldman                                            | 5:00     |  |
| 11.            | «S'il suffisait d'aimer»                                                                                                  | Goldman                                                            | 4:18     |  |
| 12.            | «Alone» | Steinberg, Kelly                                                   | 3:30     |  |
| 13.            | «Medley soul: "Sex Machine"/"Soul Man"/Lady Marmalade"/"Sir Duke"/"Respect"/"I Got the Feelin'"/"I Got You (I Feel Good)» | Brown, Byrd, Lenhoff, Hayes, Porter, Crewe, Nolan, Wonder, Redding | 3:12     |  |
| 14.            | «It's a Man's Man's Man's World»                                                                                          | Brown, Newsome                                                     | 3:30     |  |
| 15.            | «River Deep – Mountain High»                                                                                              | Spector, Barry, Greenwich                                          | 5:02     |  |
| 16.            | «My Heart Will Go On» | Horner, Jennings                                                   | 6:52     |  |
| 17.            | «Pour que tu m'aimes encore»                                                                                              | Goldman                                                            | 5:29     |  |

| Disco dos – DVD | |          |  |
| N.º             | Título | Duración |  |
| 1.              | «I Drove All Night» | 6:46     |  |
| 2.              | «J'irai où tu iras» | 3:20     |  |
| 3.              | «Destin» | 4:06     |  |
| 4.              | «Taking Chances» | 3:57     |  |
| 5.              | «Et s'il n'en restait qu'une (je serais celle-là)» | 2:50     |  |
| 6.              | «Eyes on Me» | 7:10     |  |
| 7.              | «L'amour existe encore» | 4:22     |  |
| 8.              | «Dans un autre monde» | 3:59     |  |
| 9.              | «All by Myself» | 4:40     |  |
| 10.             | «I'm Alive» | 2:49     |  |
| 11.             | «Je sais pas» | 4:19     |  |
| 12.             | «My Love» | 7:26     |  |
| 13.             | «S'il suffisait d'aimer» | 4:08     |  |
| 14.             | «Alone» | 3:19     |  |
| 15.             | «Medley hommage à Queen: "We Will Rock You"/"The Show Must Go On»                                                                                           | 5:21     |  |
| 16.             | «Medley soul: "Sex Machine"/"Soul Man"/"Lady Marmalade"/"Sir Duke"/"Respect"/"I Got the Feelin'"/"I Got You (I Feel Good)"/"It's a Man's Man's Man's World» | 6:29     |  |
| 17.             | «Love Can Move Mountains» | 3:57     |  |
| 18.             | «River Deep – Mountain High» | 4:17     |  |
| 19.             | «My Heart Will Go On» | 5:35     |  |
| 20.             | «Pour que tu m'aimes encore» | 4:10     |  |

## Listas y certificaciones

### Listas
| País (Lista)                          | Mejor posición |
| ------------------------------------- | -------------- |
| Alemania (Musik-DVD Top-20)           | 3              |
| Australia (ARIA Top 40 Music DVDs)    | 4              |
| Canadá (Canadian Music DVD Chart)     | 1              |
| Canadá (Canadian Music DVD Chart)     | 3              |
| España (Top 20 DVD)                   | 6              |
| Estados Unidos (Top Music Videos)     | 1              |
| Finlandia (Suomen Music DVD Chart)    | 2              |
| Japón (Music DVD Chart)               | 16             |
| Suecia (DVD Top 20)                   | 4              |
| Suiza (Schweizer Hitparade Musik DVD) | 1              |

| País (Lista)                            | Mejor posición |
| --------------------------------------- | -------------- |
| Bélgica (Ultratop 50)                   | 30             |
| Bélgica (Ultratop 40)                   | 3              |
| Francia (SNEP)                          | 5              |
| Grecia (IFPI Greek)                     | 1              |
| Italia (FIMI)                           | 29             |
| México (Top 100 México)                 | 30             |
| Nueva Zelanda (RIANZ)                   | 18             |
| Países Bajos (Dutch Albums Chart)       | 11             |
| Portugal (Portuguese Albums Chart)      | 24             |
| Reino Unido (UK Albums Chart)           | 11             |
| Unión Europea (European Top 100 Albums) | 39             |
| Unión Europea (European Top 100 Albums) | 30             |

### Certificaciones
| País           | Organismo certificador                        | Certificaciones | Simbolización | Imagen | Ref.   |
| -------------- | --------------------------------------------- | --------------- | ------------- | ------ | ------ |
| Canadá         | Canadian Recording Industry Association       | Diamante        | ♦             |        | [ 38 ] |
| Canadá         | Canadian Recording Industry Association       | 4x Platino      | 4▲            |        | [ 38 ] |
| Francia        | Syndicat National de l'Édition Phonographique | Oro             | ●             |        | [ 12 ] |
| Estados Unidos | Recording Industry Association of America     | Platino         | ▲             |        | [ 42 ] |

Notas
1. 1 2 3  Certificación de Tournée mondiale Taking Chances: Le spectacle.
2. 1 2 3  Certificación de Taking Chances World Tour: The Concert.

## Créditos y personal
| - René Angélil — Productor ejecutivo - Linda Attisano — Director y artístico - Sylvie Beauregard — Asistente ejecutiva - Andrea Bocelli — Artista invitado - Francine Chaloult — Consultora de medios - Benoît Clermont — Productor ejecutivo - Lyne Cléroux — Productor - Marie-Ève Dallaire — Productora - Celine Dion — Artista principal, voz principal - Jean-Philippe Dion — Productor - Guillaume Devin Duclos — Asistente - Mia Dumont — Consultora creativa - Paul Farberman — Empresólogo - Marianik Giffard — Productor - Kim Jakwerth — Consultora de medios - Jean Lamoureux — Director, cineasta - Sid Lee — Diseño gráfico - Manuel Marie — Asistente - Denis Savage — Mezcla - Gérard Schachmés — Fotógrafo - Julie Snyder — Productor ejecutivo - Marc Thériault — Masterización | Dion interpretando «Love Can Move Mountains» (izquierda) y «River Deep, Mountain High» (derecha) con sus bailarines durante Taking Chances Tour. - Jamie King — Director creativo - Claude «Mégo» Lemay — Director musical, teclados - Dominique Messier — Batería - Marc Langis — Bajo - André Coutu — Guitarras - Jean Sebastien Carré — Violín - Yves Frulla — Teclados - Nannette Fortier — Percusión - Élise Duguay, Mary-Lou Gauthier, Barnev Valsaint — Coristas - Amanda Balen, Melissa Garcia, Kemba Shannon, Addie Yungmee, Zac Brazenas, Dominic Chaiguang, Aaron Foelske, Miguel Perez, Chris Houston, Tammy To — Bailarines |

Créditos tomados de Allmusic y las notas de Taking Chances World Tour: The Concert.

## Historial de lanzamientos
| País           | Fecha               | Discografía          | Formato                | Ref.   |
| -------------- | ------------------- | -------------------- | ---------------------- | ------ |
| Australia      | 29 de abril de 2010 | Sony Music           | CD+DVD                 | [ 62 ] |
| Francia        | 3 de mayo de 2010   | Columbia, Sony Music | CD+DVD                 | [ 30 ] |
| Nueva Zelanda  | 3 de mayo de 2010   | Sony Music           | CD+DVD                 | [ 63 ] |
| Suiza          | 3 de mayo de 2010   | Sony Music           | CD+DVD                 | [ 31 ] |
| Canadá         | 4 de mayo de 2010   | Sony Music           | CD+DVD                 | [ 28 ] |
| México         | 4 de mayo de 2010   | Sony Music           | CD+DVD                 | [ 64 ] |
| Países Bajos   | 7 de mayo de 2010   | Sony Music           | CD+DVD                 | [ 65 ] |
| Reino Unido    | 10 de mayo de 2010  | Columbia             | CD+DVD                 | [ 66 ] |
| Estados Unidos | 11 de mayo de 2010  | Columbia             | CD+DVD                 | [ 67 ] |
| Puerto Rico    | 11 de mayo de 2010  | Sony Music           | CD+DVD                 | [ 68 ] |
| Colombia       | 11 de mayo de 2010  | Sony Music Colombia  | CD+DVD                 | [ 69 ] |
| Austria        | 14 de mayo de 2010  | Sony Music           | CD+DVD                 | [ 70 ] |
| Alemania       | 14 de mayo de 2010  | Sony Music           | CD+DVD                 | [ 71 ] |
| Países Bajos   | 14 de mayo de 2010  | Sony Music           | 2 DVD/2 Discos Blu-ray | [ 10 ] |
| Suiza          | 14 de mayo de 2010  | Sony Music           | 2 DVD/2 Discos Blu-ray | [ 72 ] |
| Francia        | 17 de mayo de 2010  | Columbia, Sony Music | 2 DVD/2 Discos Blu-ray | [ 73 ] |
| Reino Unido    | 17 de mayo de 2010  | Columbia             | 2 DVD/2 Discos Blu-ray | [ 74 ] |
| Canadá         | 17 de mayo de 2010  | Sony Music           | Descarga digital       | [ 75 ] |
| Japón          | 18 de mayo de 2010  | Sony Music           | Descarga digital       | [ 76 ] |
| Canadá         | 18 de mayo de 2010  | Sony Music           | Descarga digital       | [ 77 ] |
| Canadá         | 25 de mayo de 2010  | Sony Music           | 2 DVD/2 Discos Blu-ray | [ 24 ] |
| Estados Unidos | 25 de mayo de 2010  | Columbia             | 2 DVD/2 Discos Blu-ray | [ 24 ] |
| Estados Unidos | 25 de mayo de 2010  | Sony Music           | Descarga digital       | [ 78 ] |
| Japón          | 4 de agosto de 2010 | Sony Music Japan     | CD+DVD                 | [ 79 ] |